# شاین پاتیناما
شاین پاتیناما (انگلیسی: Shayne Pattynama؛ زادهٔ ۱۱ اوت ۱۹۹۸) بازیکن فوتبال اهل اندونزی است.
از باشگاه‌هایی که در آن بازی کرده‌است می‌توان به باشگاه فوتبال وایکینگ اشاره کرد.
وی همچنین در تیم ملی فوتبال اندونزی بازی کرده‌است.